# 食肉

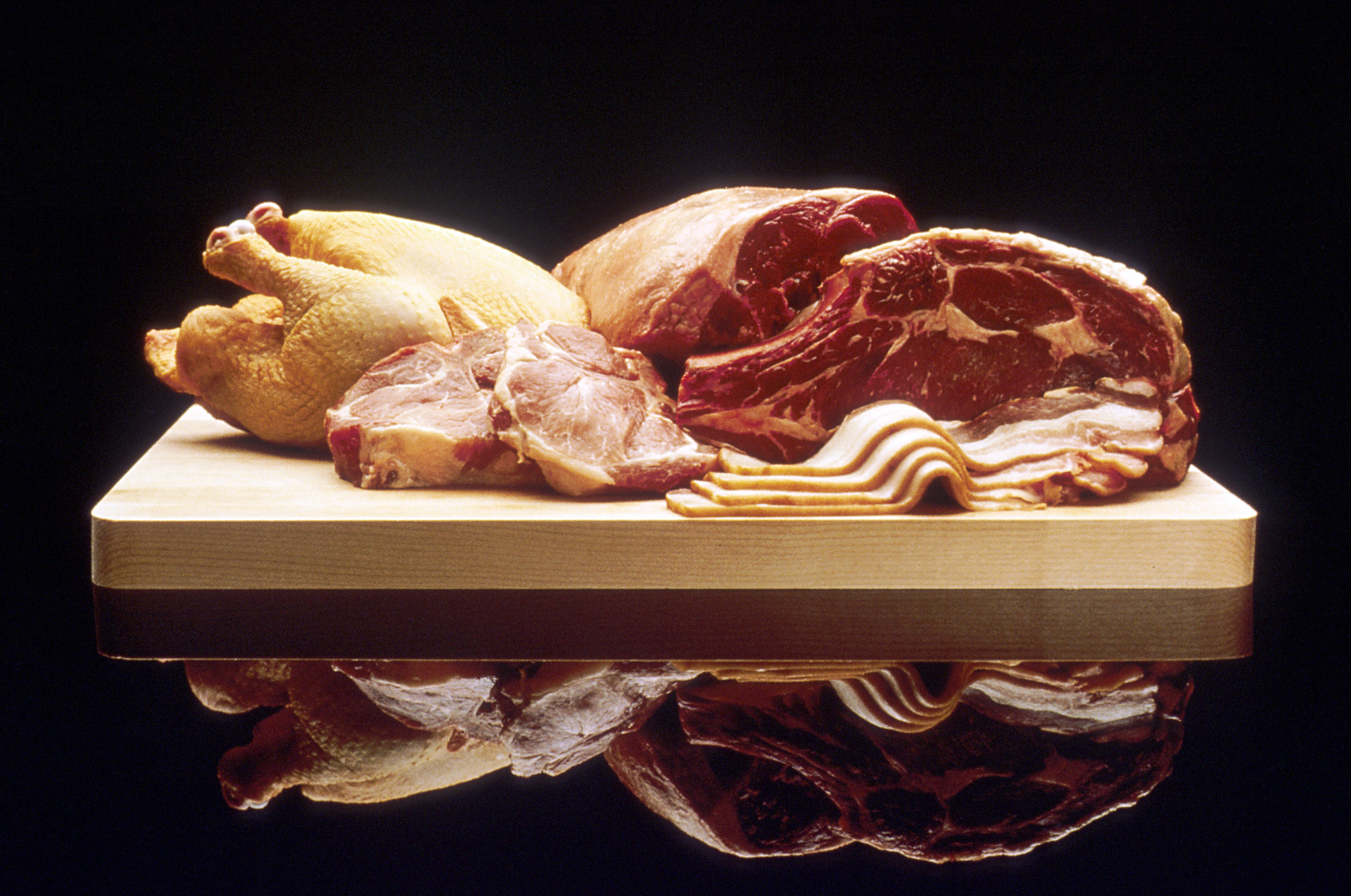
牛、豚、鶏といった代表的な食肉

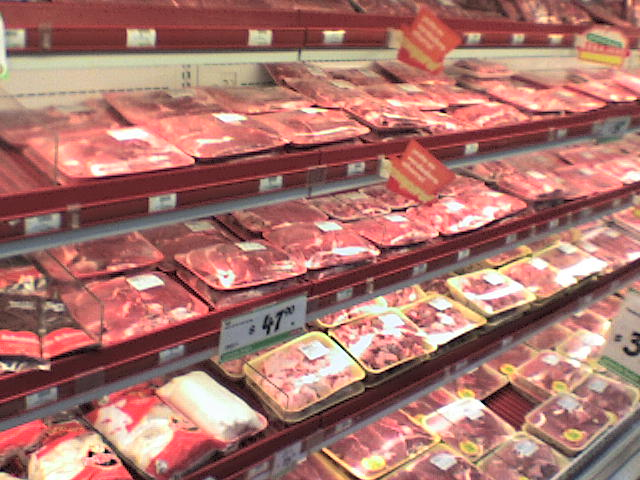
肉が大量に並ぶメキシコのスーパーマーケット

本項目では、食肉（しょくにく、英語: Meat）のうち、食用にする肉について述べる。主に鳥類を含む動物の肉、畜産動物または野生動物を食肉加工したものについて解説する。

## 語義
『広辞苑』の「食肉」の項目では、説明の1番目に「魚鳥獣などの肉を食うこと」とあり、説明の2番目に「食用とする鳥獣の肉」を挙げており、本記事は後者についてである。
日本で食肉と言う場合、鳥類（主に鶏肉）または獣の肉を指していることが多く、日常語としては単に「肉」と呼ばれる。鳥獣と同じ動物である魚類はしばしば除いて、それは「魚（さかな）」と別枠でとらえる習慣がある。魚の食用となる部分をあえて指す時は「魚の身」と呼ぶほか、「魚肉（ぎょにく）」と表現されることもある。
英語では食用の肉は英: meatと呼んでいる。英語では魚のそれを「fish meat」「fish flesh」などと呼んで指すこともある。

## 定義の揺れ
昆虫食の対象となるイナゴ、ハチ（はちのこが食用される）なども通常は肉と呼ばれないが、『日本食品標準成分表』においては「肉類」に分類される。
屠畜直後の筋肉は、死後硬直のため硬い食感となり、そのまま食用に供することはできない。このため一定の熟成（後述）を経て解硬させてから食用とする。このように熟成による解硬プロセスを経たものについて、生体内の筋肉と区別する意味で特に食肉と呼ぶ場合がある。
食肉に付随する組織を食肉と呼ぶかについて、通常は骨格筋中の血管および神経組織や、骨格筋に付随する皮下脂肪組織および筋間脂肪組織も、狭義の「食肉」に含むものとして取り扱われる。精肉の段階で骨がついている場合（骨付きの鶏もも肉やスペアリブなど）もあるが、このような場合の定義づけについては判然としない。
肉として流通する部位、また骨格筋と皮以外の産物を畜産副生物と呼ぶが、このうち食用のものを可食臓器類と呼ぶ。いわゆる臓物、略称でモツ（モツ肉）と伝統的に呼ばれてきたものである。実際には頭肉や横隔膜（ハラミ・サガリ）のように骨格筋でありながら、これまでの商慣行で内臓の一部とされてきたことから臓物・副生物に分類されているものもある。このような部位は、科学的には食肉に分類されるが、商取引上は可食副生物として流通する。

## 食肉となる動物

### 畜肉（肉畜の肉）
一般に家畜化された哺乳類を肉畜と呼ぶ。牛、豚、羊、山羊（やぎ）、馬、トナカイ、スイギュウ（水牛）、ヤク、犬、ラクダ、ロバ、ラバ、ウサギなどが用いられる。その肉の詳細はそれぞれの記事（牛肉、豚肉、羊肉（綿羊肉）、山羊肉、馬肉、トナカイ、スイギュウ、ヤク、犬肉、猫肉、ウサギ肉）を参照。
主に消費されるのは豚肉と牛肉で、それ以外では羊肉の消費が牛肉の数分の一程度あるくらいで、微々たるものである。

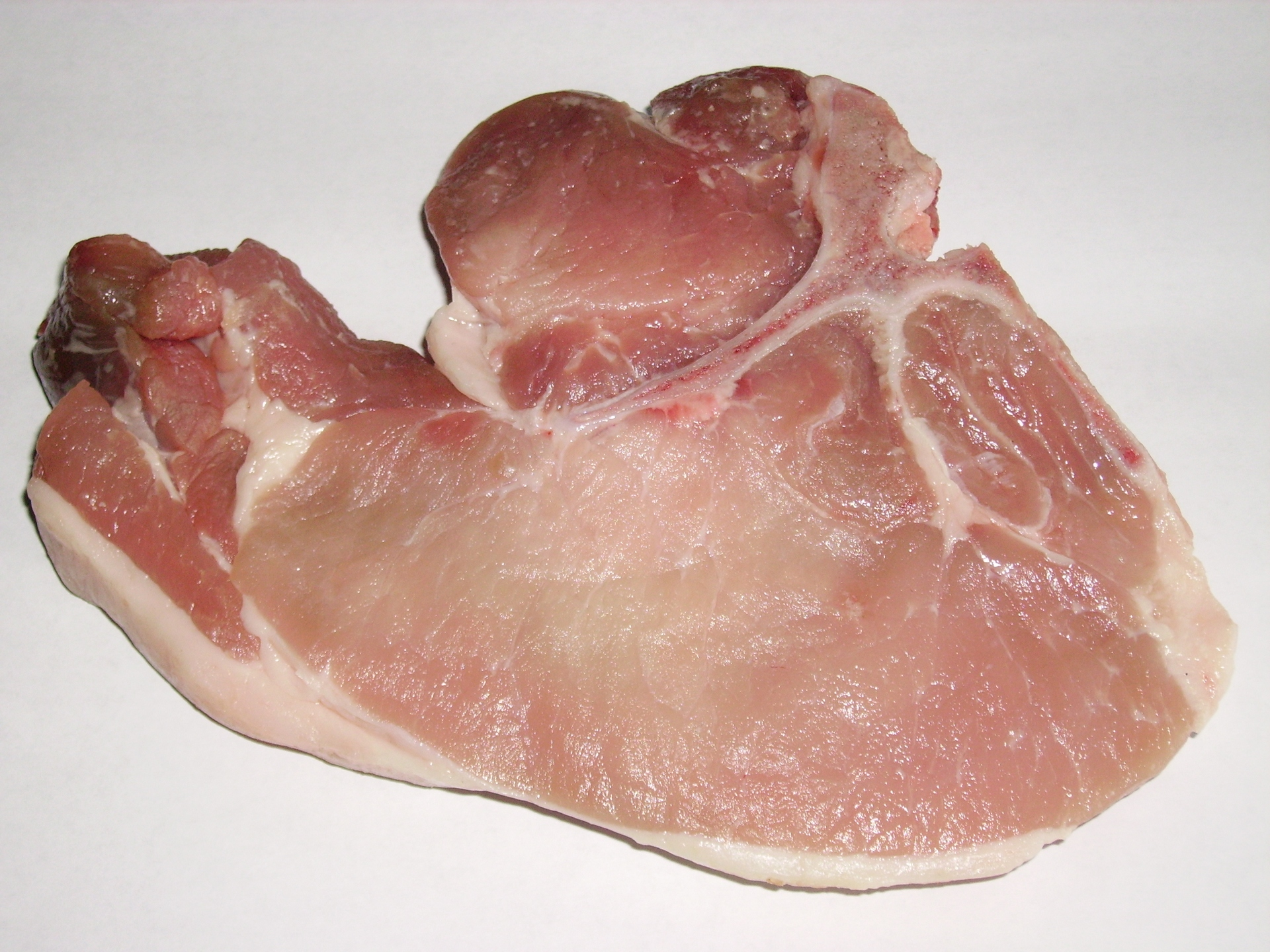
豚肉
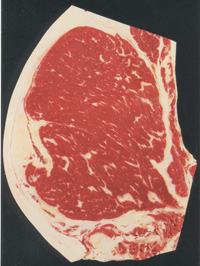
牛肉
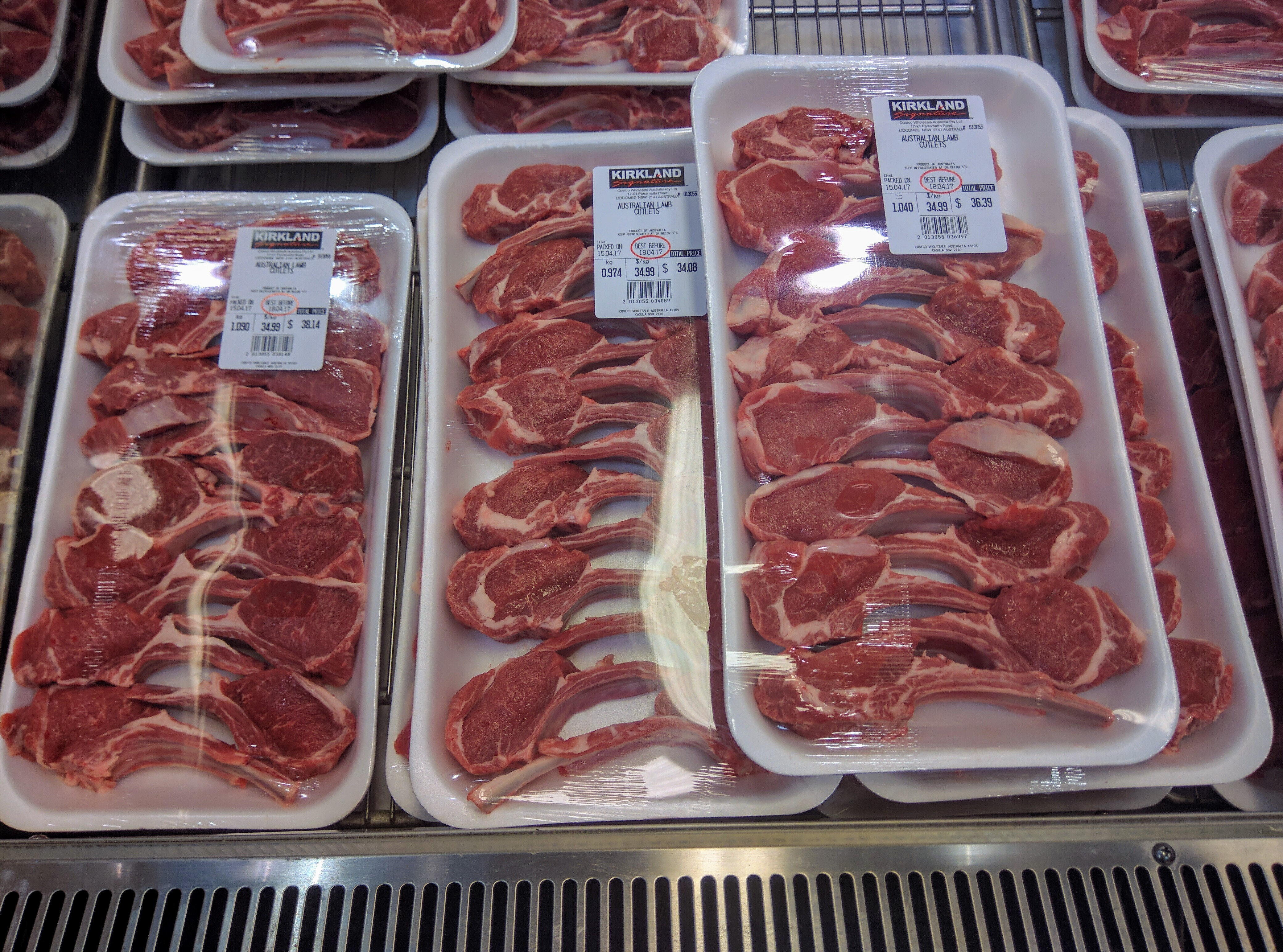
羊肉（の中のラム肉）

### 食鳥
食用に供する家禽（飼育鳥）を食鳥と呼ぶ。一般的に鶏、アヒル、七面鳥、ホロホロチョウ、ガチョウ、ウズラ、カワラバトなどを指す。だがその他の家禽であっても、食用に供する場合は食鳥と定義される。
食鳥肉の中では鶏肉の消費が飛びぬけて多く、牛や豚とともに世界で最も消費される食肉のひとつである。それ以外の食鳥肉では、七面鳥の消費量が米国でクリスマスの時期に極端に伸びるのを除き、鶏肉に比べれば微々たるものである。

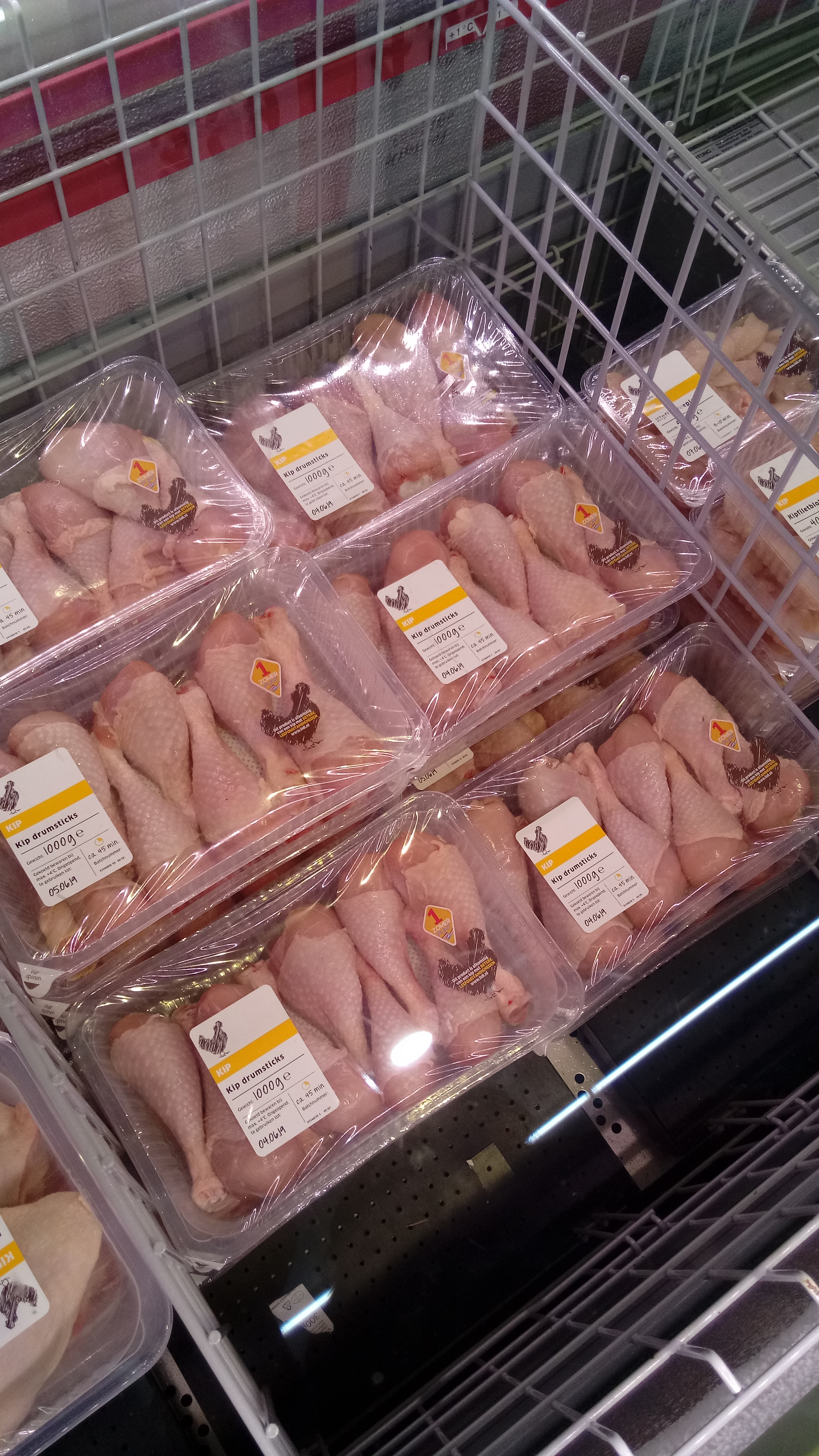
鶏肉
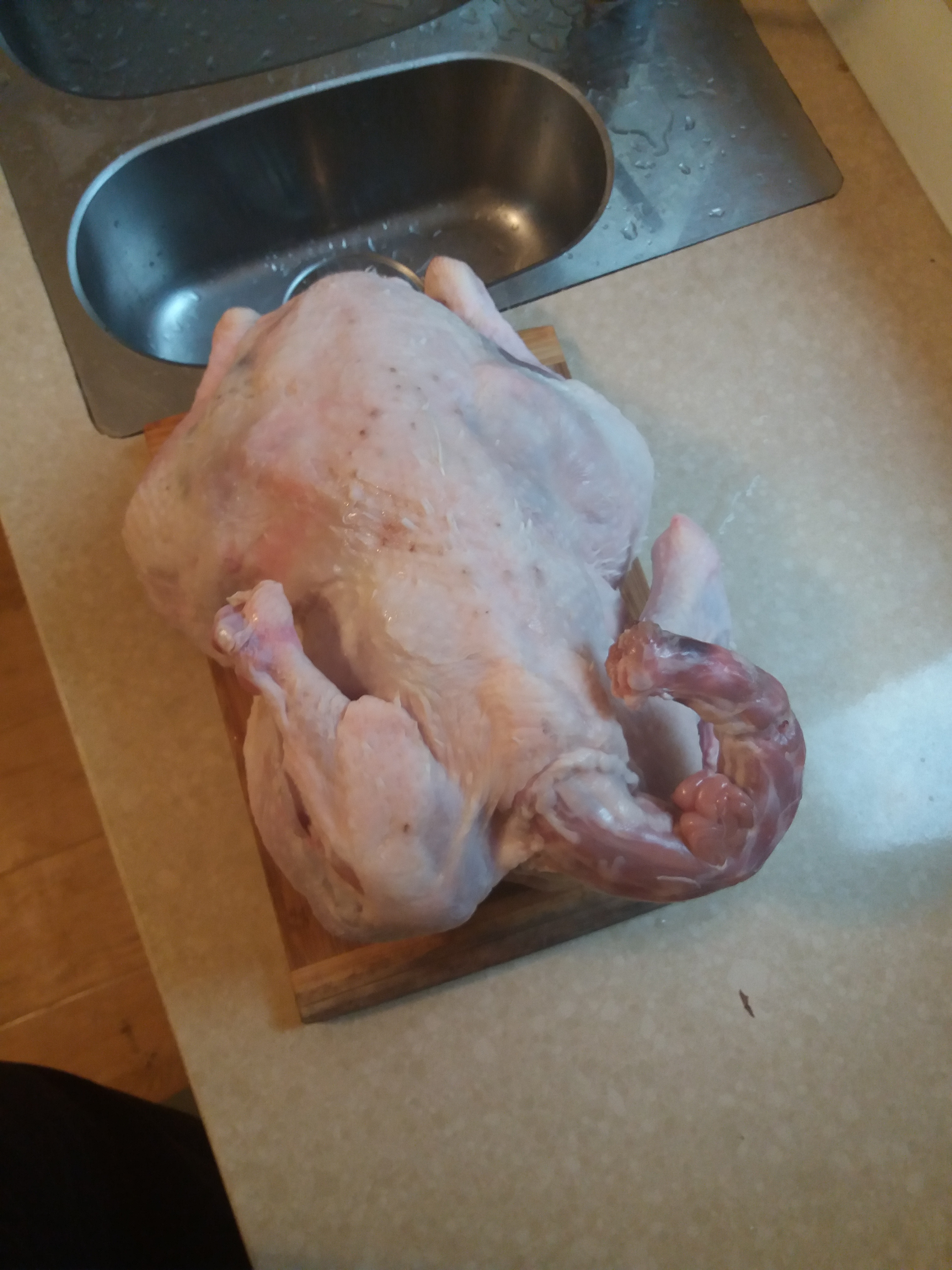
米国でクリスマスの時期にさかんに家庭で丸焼きにして御馳走として食べられる七面鳥
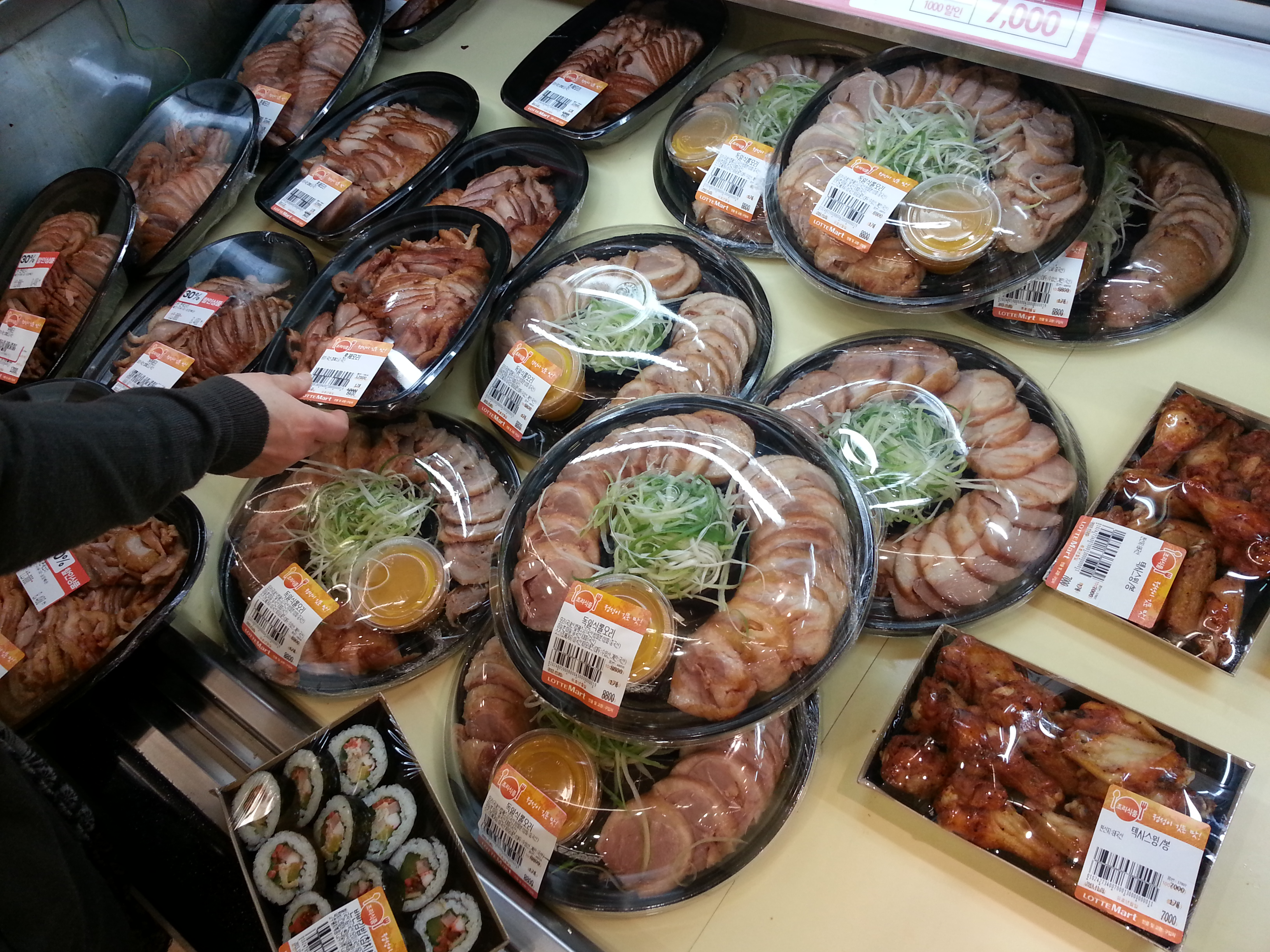
アヒルの肉

### 他の陸棲動物
肉畜に分類されない動物でも、イノブタ、ダチョウ、大型小型を問わないネズミ類など、食肉を得ることを目的として肥育される場合がある。
野生動物の食肉としては、イノシシやシカ、クマ、ウサギなどがあり、狩猟されて食される。また、家禽でない鳥類も狩猟により捕獲して食用に供される。フランスなどヨーロッパではこれら野生動物の肉をジビエと呼んで愛好してきた伝統があり、日本でも獣害対策の一環として商品開発と消費の促進が進められている。
オーストラリアでは年間300万頭分以上のカンガルー肉が商業的な狩猟で生産されている。地域によっては食用コウモリもいる。

### 他の鳥類
野生のさまざまな鳥類が、世界ではハンターによって狩られ、供給されている。フランスでは野生の鳥類の肉も「ジビエ」と呼び愛好する。
マガモ、アヒル、ヤマウズラ、キジ、ライチョウ、カラス、ハトなどである。日本では江戸時代は（牛肉や豚肉が全然食べられていなかったので）鴨（カモ）の肉「鴨肉」が食べられ、鴨肉に一定の評価があり、鴨鍋（かもなべ）が高級店で提供されたり、鴨蕎麦（かもそば）が老舗そば店などで提供されている。

### その他
海洋哺乳類
クジラ、イルカ、トド、アザラシなど、海洋哺乳類の可食部位。魚介類に分類され、食肉には分類されない場合もある。

爬虫類
ワニやヘビ、カメなどの肉は、野生のほか飼育されて食用にされることもある。
両生類
カエルも養殖され、太ももなどの肉が食用に供されることがある。

魚介類
魚介類や甲殻類など水生生物の食用となる身は、食肉とは呼ばれないことが多い。

## 成分と機能
本項では食肉の主な成分と、それらが栄養や味および香り、さらに健康機能などにおよぼす影響を述べる。
生食をすれば、その鳥獣の種類や飼育環境、鮮度によっては寄生虫や食中毒の危険性がある。

### 主な成分
食肉の主な成分は水であり、他にタンパク質、脂質、無機質、ビタミンなどで構成される。
タンパク質
食肉のタンパク質は、主に筋線維を構成するタンパク質、筋漿に溶解しているタンパク質、および結合組織を構成するタンパク質に分けられる。
脂質
食肉中の脂質の多くは中性脂質であるが、それらのほとんどは「筋間脂肪組織」および「筋肉内脂肪組織」（いわゆる霜降り）に分布する。霜降りの存在により、脂肪の含有量はバリエーションが大きく、牛肉のロース（胸最長筋）では40%を超えるもの、豚肉のロースでも近年は10%を超えるようなものも出てきている。また、リン脂質も含まれるが、これらは細胞膜などの膜に局在している。
無機質
食肉中の無機質で特に重視されているのは鉄である。実際にはヘム鉄の形態で、ミオグロビンおよびヘモグロビンとして存在している。
ビタミン
とくに豚肉において、ビタミンB1（チアミン）が多く含まれることが良く知られている。

### 栄養学的な特徴
家禽（鳥）や魚は含まない、牛豚羊馬ヤギの肉である赤肉については、摂取量が多いと結腸直腸がん、心臓疾患、糖尿病のリスクの高まりから、鳥魚豆よりも健康を保つのに最適な食事ではないとされる。肉に含まれるヘム鉄は、発がん性物質のN-ニトロソ化合物（ニトロソアミンなど）の生成を促す。
霜降りの多い食肉は脂肪の含量が多すぎることから、健康状態（運動不足など）によっては極端に脂肪の多い食肉を摂取しないよう指導する場合もある。動物性脂肪の摂取のし過ぎは生活習慣病との関連から問題視されている。
- 動物性の脂肪より植物性の油を多めに「健康づくりのための食生活指針」1985年[6]
- 脂肪のとりすぎをやめ、動物、植物、魚由来の脂肪をバランスよくとりましょう「食生活指針」2000年[7][8]

豚肉は日本人に欠乏しがちなビタミンB1の優れた給源である。

### 官能特性と成分
味や香り、見た目といった食肉の官能特性は、含まれる成分によりもたらされるものである。
味
食肉の呈味成分としては、酸味を呈する乳酸をはじめとする有機酸、うま味を呈するアミノ酸や核酸（イノシン酸）およびペプチド、塩味を呈する無機塩類、甘味を呈する還元糖などがある。実際にはうま味や酸味が重要だと考えられている。脂肪のおいしさも想定されているが、それが味であるのか香りであるのかについては判然としない。
香り
食肉を特徴付ける「肉らしい香り」は複数の成分によってもたらされるもので、いわゆる核となる成分は存在しないと考えられている。肉の種類などによっても成分は異なり、一概に説明できないのが現状である。肉の悪い臭いについては、オスに由来するいわゆる性臭や、糞便に由来するインドール系の臭気、および保存によって生じる酸化臭などが知られており、それぞれ成分の同定が進められている。
食感
食肉の食感は、主に構成するタンパク質のうち、筋線維を構成するものと、筋肉内結合組織を構成するタンパク質によってもたらされているものと考えられている。
- 外観

食肉を特徴付ける赤い色はミオグロビンによるものである。ミオグロビンはその誘導体の種類により呈する色が変化するが、好まれる鮮やかな赤色は、ミオグロビンが酸素と結合したオキシミオグロビンによるものである。オキシミオグロビンはさらに酸化されるとメトミオグロビンになるが、このメトミオグロビンは、消費者に好まれない褐色を呈する。食肉を放置すると色が悪くなるのはこのためである。
畜種による官能特性の違い
動物種により味や香り、食感が異なると思われているが、実際に異なるのは香りと食感であり、味は動物間による違いが無いことが明らかにされている。

### 機能性
食肉を機能性食品として取り扱う例はあまり多くないが、前述の鉄の吸収が良い点などを機能性として紹介する例がある。

## 食肉の生産
21世紀初頭では、主に畜産によって生育させられた動物は、屠畜場（食肉工場）へ送られ、屠殺（屠畜、屠鳥）され解体され、食肉が製造される。そして必要に応じて熟成を施したり、ハムなど加工肉の原料となる。
ジビエ（野生動物の狩猟による肉）の料理を提供するレストランのシェフのもとに直接に届けられることも多かったが、ジビエ類の解体・熟成を専門に行う業者もいる。

### 肥育
肥育とは、食肉を得ることを目的として家畜を飼養管理することである。誕生直後から肥育を行うことはあまり無く、一般的に肥育に適する月齢まで育成したものを肥育に供する。肥育期においては、肉が十分つくだけでなく、肉質が十分高まるような管理が行われる。牛肉1キロを得るためには、その10倍の穀物が必要とされている。
もともと乳牛であったものがその用途に適さなくなり、食肉として出荷する廃用牛であっても、そのまま出荷せずに一定期間の肥育を行ってから食用とされることがある。
肉質は遺伝的因子や飼料成分、および飼養環境などにより変動する。

### 熟成
熟成は、死後硬直したままの肉では食用に供せないため行われる製造工程である。硬直中の肉はさらに低温で保存すると、再び軟らかくなり（解硬）風味が増す。これは筋肉細胞に残存するタンパク質分解酵素プロテアーゼにより筋源繊維が小片化するためであると考えられているが、その他にも筋肉中のCa2+イオンが関与しているとする説もある。熟成は基本的に枝肉の段階で行われる。
熟成に要する期間は畜種ごとに異なる。2〜5℃で貯蔵した場合、牛は7〜10日、豚は3〜5日、鶏は半日ほどで解硬される。ウシなどの場合は、解硬のみならず、熟成によって生じる独特な香気を十分に発生させるため、十分解硬した後もさらに長期に熟成させることもある。

## 流通

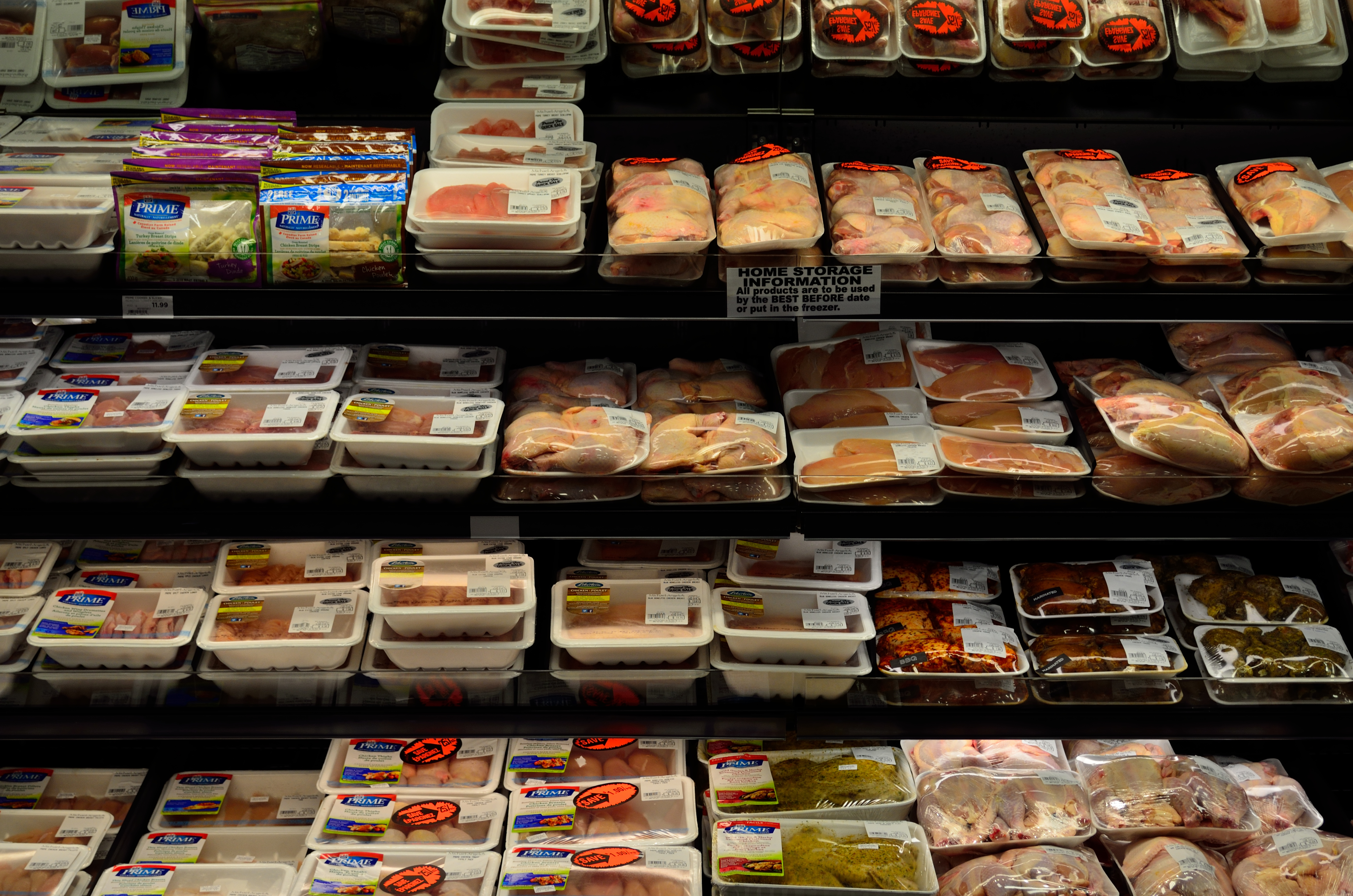
北アメリカのスーパーマーケットに並ぶ精肉

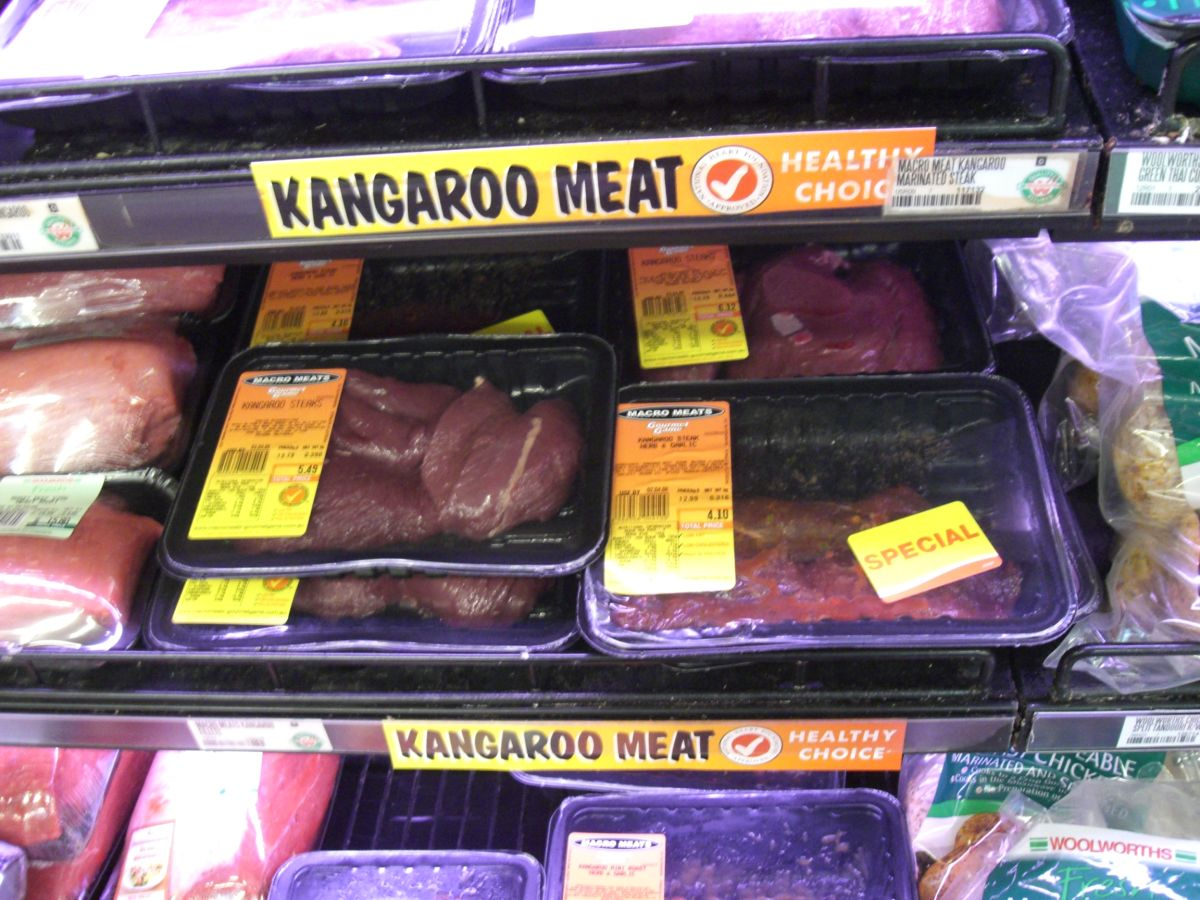
オーストラリアのスーパーマーケットに並ぶカンガルーの肉

### 流通形態
食肉の流通形態は、大きく屠体、枝肉、部分肉、精肉に分けられる。また、加工品として流通する場合もある。
屠体
屠畜、屠鳥した動物の体を屠体（とたい）と呼ぶ。内臓などを除く前、除いた後のいずれとも屠体と呼ぶ。
枝肉
肉畜において、屠体から内臓や原皮など、畜産副生物に相当する部位を除去したものを枝肉と呼び、多くの場合枝肉は正中線で左右に切断される。日本では、枝肉の段階で格付やせりが行われる。ウシの枝肉では、腎臓および周囲脂肪をつけたままにしておくかどうか、国ごとに慣行が異なり、日本では腎臓と周囲脂肪をつけたままにしておくのが一般的である。
部分肉
枝肉を、さらに部位ごとに切断し、余計な脂肪や骨を除去するなどしたものを部分肉と呼ぶ。ウシやブタなどの畜種ごとに部分肉の取引規格が存在し、その規格に基づいて調製される。部分肉の規格は、カットの位置や呼称が国ごとに異なり、国ごとの歴史的な商慣行に基づき規格化されている。
精肉
部分肉を、小売などに適するよう、スライスや角切り、細切れ、挽肉などに調製したものを精肉と呼ぶ。
加工品
食肉をハム・ソーセージなどに加工したり、精肉を惣菜などに加工した状態で流通および小売されることも多い。

### 輸送
食肉の輸送は、生体のままで輸送する場合、枝肉や部分肉の状態でチルドで輸送する場合、あるいは凍結で輸送する場合がある。部分肉は真空包装で輸送されることも多い。
生体で輸送される場合は、基本的には農家から市場（屠畜場）までの輸送である。

## 格付
食肉は客観的な規格により格付を受け、その結果により価格が形成される。格付規格はいくつかの国で制定されているが、そのうちアメリカ合衆国、オーストラリア、日本のものについて述べる。

### アメリカ合衆国
米国においては農務省（USDA）による格付制度が確立されており、牛肉については8段階で肉質が格付される。豚肉については日本と異なり脂肪交雑（霜降り）の基準も確立されている。

### オーストラリア
豪州においては、Meat Standard Australia（MSA）と呼ばれる規格により格付が行われる。日本や米国と異なり、枝肉ではなく、部分肉の段階で格付されるのが特徴である。

### 日本
日本では、牛肉および豚肉について日本食肉格付規格により格付が行われる。
牛肉の格付
牛肉の格付は、肉付きのよさに関する「歩留等級」をAからCで（Aがもっとも良い）、肉質の良さに関する「肉質等級」を1から5で（5がもっとも良い）、それぞれ判定することで行う。歩留等級はロースの大きさや皮下脂肪の厚さなどから、肉質等級は、枝肉を第6胸椎-第7胸椎間で切開した切開面の外観などから、それぞれ判定される。肉質等級においては脂肪交雑（いわゆる霜降り）、肉色、脂肪色、肉のキメ及び締まりなどにより判定が行われている。この格付方法であると、品質が高いが脂肪の少ない赤身肉の格が低いと見做されてしまう問題点がある。
豚肉の格付
豚肉の格付は、枝肉の段階で行うが、牛肉と違い切開などは行わない。枝肉重量や枝肉の外観、皮下脂肪の厚さなどから極上〜等外の5等級に格付される。

## 加工
加工肉と呼ばれ、食肉は、その保存性や市場価値を高めるため加工されることがある。主要な加工品はハム・ソーセージである。保存性や官能特性を高める加工法として、塩漬、加熱、燻煙、発酵、乾燥などが用いられる。
塩漬
塩漬には主に亜硝酸塩が用いられる。亜硝酸は食肉の色素と反応して美しい加工肉の色を生じさせるとともに、ボツリヌス菌の増殖を抑制させ、保存性を向上させる。
加熱
ソーセージ製造などの際は、ボイルによる加熱処理を行い、保存性や食感を向上させる。
燻煙
ソーセージやハム、ベーコン、燻製肉などのように、燻煙（スモーク）を行うことで、表面に雑菌をつきにくくなる。それとともに水分活性を低下させて保存性を高め、さらに独特の香気を付与して風味を向上させる効果もある。
発酵
主として乳酸発酵を行うことで、乳酸酸性として雑菌の繁殖を抑制するとともに、独特の発酵香気を付与して風味を向上させる。主として発酵ソーセージにおいて行われる。
乾燥
水分を減らすことで保存性を高める。ジャーキーやさいぼしなどの干し肉が挙げられる。

## 調理
食肉は、基本的に加熱調理をし食用に供される。加熱調理は、加熱によって細菌を死滅させることで衛生を確保するとともに、食感を改善し、風味や香気を付与する。
また、加熱のほかにも食感や風味、香気の付与を目的とした調理操作がある。本記事ではこれら調理操作のうち特に食肉に特有な内容について述べる。総論については調理に記述する。

### 加熱調理
食肉の加熱調理の意義は以下のとおりである。
衛生面の確保
部分肉を精肉に加工すると、加工器材との接触や、表面積の増大による空気との接触の増加から、細菌で汚染される可能性がある。よって、加熱によりこれら細菌を死滅させることで衛生を確保する。こうした細菌以外にも、豚や鶏など一部の畜種については、食中毒をもたらすウイルスや寄生虫の感染源となりうるため、加熱することが特に推奨される場合がある。詳細は豚肉#生食の危険性および鶏肉にそれぞれ記述する。
食感の改善
生の食肉は噛み切りにくく、部位によっては極めて食べにくい食感を示すが、加熱することによりタンパク質が変性し、食べやすくなる。加熱の程度と食感の関係は部位によって異なり、加熱し過ぎるとかえって硬く食べにくくなる部位や、長時間加熱することでようやく食べやすくなる部位も存在する。
味の付与
加熱により、新たな呈味もしくは味を修飾する成分が生じることが知られている。その本体は加熱により生じるペプチドで、肉様の味を増したり、酸味を抑制したりすることが明らかにされている。
香気の付与
加熱により肉独特の香りが生じる。これは肉の成分のみから生じる場合と、調味料などの副材料と反応して生じる場合がある。たとえば霜降り和牛の加熱香気は前者に属することが明らかにされている。
なお直火などで肉の表面をかすかに焦がすと、香ばしい香り（肉自体を一種の燻製剤にした一種の燻味（くんみ）、燻製のような香り）が生じる。
加熱調理の程度の選択
欧米では、衛生的に加工・流通した牛肉に限れば、各人の好みで、「ウェルダン」「ミディアム」「ミディアム・レア」「レア」と加熱のレベルを変える。「レア」でも、細菌汚染の可能性が高い表面だけは火を通すが常識である。なお欧米でも、細菌汚染の可能性がある牛肉に関しては、各人の好みがどうであれ「ウェルダン」にするのが常識である。

### 調味
食肉自体にも呈味成分は含まれているが、多くの場合、味や香りの付与を目的として調味することが多い。また、一部の調味料は食感の改善をもたらす場合がある。

### マリネ
加熱しない場合は他の方法で細菌を殺す必要があるので、酢（殺菌作用がある）をたっぷり含んだ調味液でマリネして食べられる場合もある。

### 狩り直後の生食
極地のイヌイットなど、農耕をせず新鮮な植物性食品から必須ビタミンを摂取できなかった地域、民族では、必須ビタミンをとるために、アザラシなどの狩りをした際に、殺した直後のアザラシの腹をその場でさばき、新鮮でまだ細菌が繁殖していないうちにその場で食べる食文化も存在する。
生食
食肉の種類によっては寄生虫や病原菌の存在から、生食が衛生上不可能であるものも存在する。
豚肉の生食は、寄生虫は（本当に）頻発し、しかも生命に関わることがありうる。必ず全体にしっかりと火が通るまで加熱すべきである。
また、流通していないジビエ肉（シカ肉やイノシシ肉）では、きちんと加熱しなければ、E型肝炎ウイルス、腸管出血性大腸菌または寄生虫による食中毒のリスクがある。さらに使用したトングなどの道具の消毒にも気を付けるよう厚生労働省は注意を促している。
牛肉の場合は、新鮮なものを衛生的に取り扱うことができた場合で、細菌検査をしっかり行い、（細菌汚染が進む）肉の表面側をしっかり取り除いた、残りの一部の部位は生食が可能ではある。ただし、焼肉店などで「検査を行っています」などと謳っていても、検査をしっかり行っていない不誠実な店も多々ある。
日本赤十字社は、シカなどの生肉喫食によってE型肝炎に感染した人からの輸血事故が起きないよう、ブタ、イノシシ、シカの肉や内臓を生又は生焼けで食した方については、食してから6か月間は献血をしないこととした。

### 主な肉料理
- ローストビーフ
- ステーキ
- タルタルステーキ
- ハンバーグ
- ミートローフ
- 焼肉
- 生姜焼き
- 焼き鳥
- プルコギ
- サムギョプサル
- ジンギスカン鍋
- すき焼き
- しゃぶしゃぶ
- 牛丼
- フリカッセ
- 馬刺し
- ユッケ
- カルパッチョ
- カレー料理
- から揚げ
- フライドチキン
- クッベ・ナーイエ

## 食肉に関する科学技術
食肉を主食に近い形で扱っている国々では、食肉科学はひとつの分野を形成している。専門的な国際学術雑誌もいくつか発行されており（著名なものとしてはMeat Science誌）、また毎年国際食肉科学技術会議が開催されている。
日本では小規模ながら日本食肉研究会と呼ばれる学術団体が存在している。

## 食肉の生産量

### 食肉の生産統計
全世界の食肉生産量は、2018年の統計では3億4100万トン。
2018年の肉の種類別の生産量の内訳は次のとおり。鶏肉 1億2731万トン、豚肉 1億2088万トン、牛肉  7161万トン、羊肉・ヤギ肉 1577万トン、アヒル肉 446万トン、ガチョウ肉  265万トン、狩猟肉（ジビエ）211万トン、馬肉 79万トン、ラクダ肉  55万トン。
地域別の生産統計では、2018年の統計で、アジア 1億4371万トン、ヨーロッパ 6385万トン、北アメリカ 5173万トン、南アメリカ 4612万トン、アフリカ 2017万トン、中央アメリカ 889万トン、オセアニア 669万トン。
国別の生産統計では、2018年の統計で、中国 8816万トン、アメリカ合衆国 4683万トン、インド 745万トン、イギリス 409万トン。

### 日本国内の生産
日本の国内生産においては上記3種の占有率はさらに高くなり、牛肉・豚肉・鶏肉の三種類の生産量合計は全食肉生産の99.7%にのぼる。日本でもっとも生産量の多い食肉は鶏肉であり、2010年には142万トンが生産された。ついで多いものは豚肉であり、同年の生産量は129万トンだった。3番目に生産量の多いものは牛肉で、51万トンにのぼった。これ以外に日本で統計上有意な食肉生産量のあったものは多い順からウマ、ヒツジ、ヤギ、シチメンチョウの4種があったが、馬肉が6千トンの生産量があったほかはいずれも150トンから数十トンにすぎず、非常に小規模の生産にとどまっている。またこのうち、ウマは九州地方の消費が飛びぬけて高く、ヤギは南西諸島に消費がほぼ限定されることも特徴となっている。

### 世界の生産の予測
主要食肉三種の生産量は2018年には豚肉が11994万トン、鶏肉が12030万トン、牛肉が7422万トンとなると予測されており、鶏が豚を抜いて最も多く生産される食肉になると予測されている。1970年から2010年にかけての40年間で、牛肉生産は62.5%、豚肉生産は205%、そして鶏肉生産は545%の増産を示した。どの種類も生産量はかなり増加傾向にあるが、なかでも鶏の生産は飛びぬけて急増する傾向にある。これは、牛や豚に比べ狭い場所で集中的に飼育できるうえ、この2種に比べて個体が小さいため価格が安く頭数を増やしやすいこと、食用鶏であるブロイラーは豚や牛に比べ少ない飼料で大きくなるため効率が良いこと。さらに宗教的背景として、ヒンドゥー教において禁忌とされる牛肉食やイスラム教において禁忌とされる豚肉食とは違い、鶏肉を禁忌とする宗教がほとんど存在しない（肉食全体を禁じる宗派を除く）ため、世界中のどの場所にも需要が存在して地域的な偏りが少ないことなどが挙げられる。
食肉生産は先進国においては需要の伸び悩みから生産量も横ばいあるいは減少傾向にあるが、発展途上国においては経済の成長と、それに伴う生活水準の向上によって食肉の消費が急拡大している。そのため食肉生産も急増を続けており、上記の食肉生産の世界的な拡大は発展途上国における生産量の増大をその主因としている。
FAOの2023年のレポートの分析によると食肉の需要は2040年頃までは高中所得国が牽引し増加し、その後2075年頃までは低所得国が牽引し増加すると予想されている。また、その後21世紀の後半では需要の減少がよそうされ、資源や環境の問題から減少の時期は更に早かる可能性もある

## 消費量

### 消費統計
| 順位 | 国               | 一人当たりの 消費量（kg） |
| ---- | ---------------- | ------------------------- |
| 1    | アメリカ合衆国   | 123                       |
| 2    | スペイン         | 121                       |
| 3    | オーストラリア   | 118                       |
| 4    | オーストリア     | 112                       |
| 5    | デンマーク       | 111                       |
| 6    | ニュージーランド | 109                       |
| 7    | キプロス         | 108                       |
| 8    | アイルランド     | 102                       |
| 9    | カナダ           | 98                        |
| 10   | フランス         | 98                        |

一人当たり食肉消費の多い国には北アメリカ、西ヨーロッパならびにオセアニアの先進国が名を連ねている。これは所得水準が高く肉をふんだんに食べることができる経済的条件と、肉食を好む食文化、遺伝的な胃腸の能力などの要因がある。こうした国々においては食肉消費量は多いものの、一人当たりの消費量はほぼ上限に達しているため消費量は頭打ちとなっている。一方、新興国においては一人当たり食肉消費量は先進国に比べて少ないが、経済的な成長に合わせ食肉消費量も急増する傾向にある。
日本の食肉消費は2013年には一人当たり30kgであり、他の先進国から比較して4分の1から3分の1程度の消費量しかなく、群を抜いて低いものとなっている（さらに砂糖、果物などの植物性高エネルギー食材の消費も日本は群を抜いて低い）。また、この食肉消費の内訳は、日本人一人当たりで鶏肉12kg、豚肉12kg、牛肉6kgとなっている。

### 宗教圏や文化圏による消費量や生産量の偏り
食肉とは食用にする動物の肉のことを指すが、世界各地においてそれぞれの地域で育まれてきた文化的伝統がある。ある地域で珍重される食肉が他の地域においては全く食べられず、食品としてすら扱われないといったことは珍しいことではない。世界で最も一般的な食肉である牛肉、豚肉、鶏肉ですら、そういった地域差が存在する。こういった差異の中で最も顕著なものは、宗教的タブーによる制限である。たとえば牛肉は世界のかなりの地域において最も好まれる肉であるが、インドにおいてはヒンドゥー教が牛を聖獣としているため全く食べない人が多いばかりでなく、牛肉の生産・流通を法的規制や暴力的手段で阻止しようとする動きすらある。一方、豚肉はイスラム教では不浄の食べ物として忌み嫌われる存在であるためイスラーム圏では食肉として扱わない。
またある地域で、特定の種類の食肉が特に好まれ大量に生産されることもある。シチメンチョウは世界5位の生産量のある食肉であるが、生産及び消費は原産地でもある北アメリカ、特にアメリカ合衆国に片寄っており、2010年度の総生産量の48%がアメリカ一国で生産された。羊肉はどの地域でもそれほど消費量が多い肉ではないが、例外的にオセアニア、特にニュージーランドにおいては突出して消費量が多く、牛豚鶏の三種とそれほど遜色ない消費量となっている。オーストラリアにおいてもニュージーランドほどではないものの、やはり羊肉消費は他国と比べて多い傾向にある。中国人のなかの多数派（漢民族）は基本的に（イスラームやヒンドゥーでもなく）宗教的制約が無く、豚肉を好んで食べ、人口が多いので豚肉の世界消費量を押し上げている。
明治以降の日本だけに焦点をあてた場合でも、東日本では豚肉の消費量が多く、西日本では牛肉の消費量が多いとされる。ただし西日本でも、九州や沖縄では豚肉の方が消費量が多い。

## 代用

### 植物肉
鳥獣の身を使わず、豆類などから食肉や肉加工品に似せた味わいを持たせた「植物肉」が開発・販売されている。将来予測される食肉不足、健康志向や菜食主義から鳥獣肉を避ける消費者向けの需要を見込んでいる。
こうした現代の技術で開発された加工食品だけでなく、植物性食材から肉に似せた料理を作る技術は、日本の精進料理や中華圏の素食（台湾素食など）に伝承されている。

### 培養肉
動物を殺傷せず食肉となる部位の細胞を組織培養することで、工業的に生産する培養肉の研究が行われている。しかし、大量生産技術が確立していないこと、生産コストが高いなどの理由から一般的に普及はしていない。

### マイコプロテイン
フザリウム属の真菌の代謝によりアンモニアと空気と微量ミネラルから作られたタンパク質。

## 健康
食肉の摂取は癌の増加につながる可能性があるが、食事中の少量の炭水化物を動物性タンパク質に変換することにより、認知機能を保護することに関連している。しかし、動物性タンパク質よりも植物性タンパク質に変換する方が効果的であり、食事中の動物性タンパク質から植物性タンパク質へのわずかな3%の変換でさえ、より長い寿命と関連している。豚肉や牛肉よりも魚介類や鶏肉の方が健康的だが、炙り焼きなど肉を炙る調理法は、たとえ魚介類や鶏肉であっても体に非常に悪いので、避けるべきとのことである。